# Ґедгаудай (Расейняйський район)
Ґедгаудай (Gedgaudai) — хутір у Литві, Расейняйський район, Бетигальське староство, знаходиться за 6 км від села Бетигала. 2001 року в Ґедгаудаї проживало 5 людей, 2011-го — 7. Неподалік знаходяться хутори Діржіоняй та Валерава.

## Принагідно
- Gedgaudai (Raseiniai) [Архівовано 9 листопада 2016 у Wayback Machine.]

| Литва | Це незавершена стаття з географії Литви. Ви можете допомогти проєкту, виправивши або дописавши її. |